# Дональд II
Дональд II (? — 900) — король Альби та піктів (Шотландії) у 889–900 роках.

## Життєпис
Походив з династії МакАльпіни. Син Костянтин I, короля Альби та піктів. Про молоді роки немає відомостей.
У 889 році скинув владу Йокейда та Гіріка. Володарювання Дональда II відмічено війнами з норманами та данами, а також приборкання гірських районів Піктії, де чинився спротив королям Альби.
Спочатку королю вдалося на деякий час відбити напади вікінгів, проте зрештою дани захопили північні райони королівства.
У 900 році його було вбито повсталими піктами-поганами неподалік від сучасної фортеці Данноттар.

## Родина
- Малкольм (д/н—954)